# サワン・ボリブーン

サワン・ボリブーン (タイ語:สว่างบริบูรณ์、英語：sawang boriboon、中国語：明満善壇）は、タイ王国パッタヤーの華人慈善団体。1948年に創設。初代理事長は、ゲーク・セーリー。

## 概要
サワン･ボリブーンは、レスキュー隊を所有するタイ王国パッタヤーのボランティア団体で、タイ全土に拠点を置く慈善団体「サワン（明）」のパッタヤー支部にあたる。交通事故被害者搬送、遺体回収、傷病者の病院搬送、災害救命活動など救急医療を必要とする人々を救助するために活動を行っている。独自に救急車、霊柩車、救命ボートなどを所有している。パタヤのナクルア地区に本部置く。また、サワン・ボリブーン・ウィッタヤー校を運営する。

## 廟
サワン・ボリブーンの本部敷地内には、中国式の廟がある。建物は2階建てで、八仙祖師などを祭る。入り口両脇に、財団の活動への寄付を受け付けるカウンターがある他、結婚式や葬式などを行うイベント会場を有する。レスキュー隊の活動を記録した事件や事故の写真が掲示されている。

## 歴代理事長
- 李賓菊 （初代／1948-1963）
- 候生華 （第2代・3代／1964年-1969年）
- 泰奇韋（第4代／1970年-1972年）
- 陳良武（第5代-第7代／1973年-1992年）
- 泰初奇（第8代-第13代／1993年-現在）

## レスキュー隊
サワン･ボリブーンのレスキュー隊は、慈善団体サワン傘下で第9番目に組織されたレスキュー隊である。救急車4台、霊柩車2台、装備車1台、救命ボート3艇を所有し、隊員20名を中心に救命活動などを行う。救急班は3チーム（各3名・12時間交代）、無線班は6名（各1名・8時間交代）の体制である。中国語表記の正式名称は「博他耶那居明満善壇救恤部」と記す。

## サワン・ボリブーン・ウィッタヤー校
サワン･ボリブーン・ウィッタヤー校は、1994年に設立されたサワン・ボリブーン財団が運営する小中学校。タイ語のほか、中国語や英語などでの教育も行われる。校訓は「知識と道徳の両立」。中国語教師は中国から招かれている。

## 本部所在地
チョンブリー県 バーンラムン郡 タンボン・ナクルア